# SIP Trunking
SIP Trunking è una tecnologia di tipo VoIP nativa basata su protocollo SIP che consente agli ITSP (Internet Telephony Service Provider) di offrire servizi voce e comunicazione unificata tramite accesso IP a clienti business (aziende) dotate di una infrastruttura privata basata generalmente su IP-PBX (Private Branch eXchange in tecnologia IP).

## Domini
L'architettura SIP Trunking prevede la suddivisione della rete voce in due diversi domini di competenza costituiti da:
- Dominio privato: costituito da una soluzione VoIP realizzata a casa del cliente che usufruisce del servizio telefonico e dei servizi di comunicazione unificata;
- Dominio pubblico: soluzione di accesso full VoIP alla PSTN/PLMN di proprietà e competenza dell'ITSP che eroga il servizio telefonico L'interconnessione tra i due domini deve avvenire tramite un trunk SIP.

L'interconnessione tra i due domini, realizzata tramite trasporto IP (Internet Protocol), comporta la definizione di regole e comportamenti specifici nonché la capacità di trattare alcuni servizi / protocolli ben definiti che ricadono nella denominazione di SIP Trunking.
Il dominio pubblico è di esclusiva competenza dell'ITSP che si fa garante nei confronti dell'autorità del rispetto degli obblighi previsti dalla legge in termini di:
- tracciabilità del traffico;
- identificazione identità dell'utenza;
- applicazione di meccanismi di intercettazione legale.

Il dominio privato invece, per natura, non è soggetto a particolari vincoli di legge e può essere di competenza dell'ITSP, del cliente finale (enterprise) o di un soggetto terzo che offre il servizio voce all'impresa.

## Architettura
In ciascun dominio vi sono degli elementi caratteristici di rete che svolgono le funzionalità specifiche richieste al dominio stesso; in particolare il dominio pubblico (per quanto riguarda la parte di front-end verso la rete cliente) è suddivisibile logicamente in 2 livelli:
- La centrale di accesso (Classe 5 softswitch);
- Network Border-Elements che permette di separare il dominio pubblico da quello privato implementando le opportune politiche di sicurezza telefonica dell'ITSP.

Il dominio Privato è costituito invece da tre livelli:
- Corporate Border-Element, che permette di separare il dominio privato da quello pubblico implementando le opportune politiche di sicurezza dell'azienda;
- Centrale di Corporate Switching Node;
- IP-PBXs.